# Lucus Feroniae

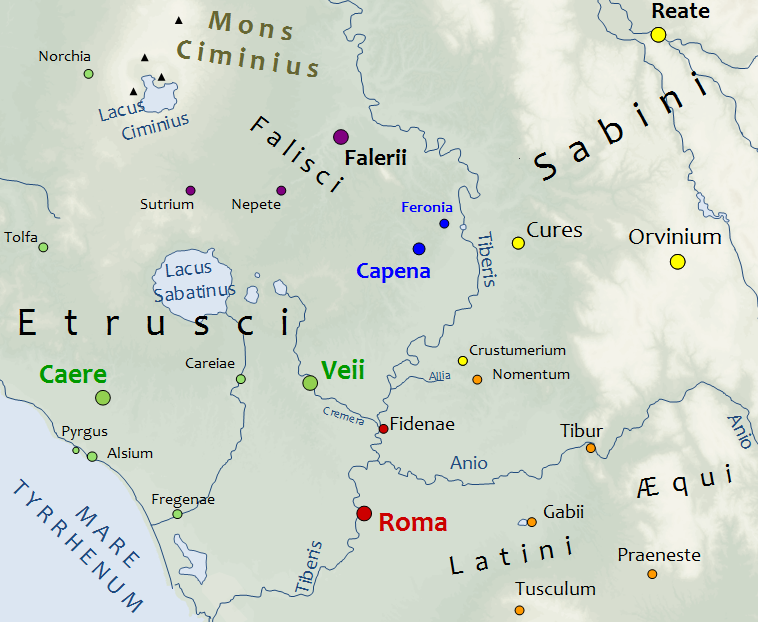
Il territorio dei Capenati attorno al 400 a.C. con i centri di Capena e Lucus Feroniae.

Lucus Feroniae è un sito archeologico situato nel comune di Capena, sull'antica via Tiberina. È localizzato nei pressi del casello autostradale della A1 Roma-Milano. Secondo la tradizione era una colonia Falisca.

## Storia
Lucus Feroniae era un antico lucus dedicato alla dea sabina Feronia, protettrice delle liberte, le ex-schiave delle matrone romane.
La città, sita nella pianura lungo il fiume Tevere, era già abitata nella seconda metà del III secolo a.C.
Il santuario era frequentato sia dai Latini sia dai Sabini anche al tempo di Tullo Ostilio, per alcuni anche dagli Etruschi, sia per motivi religiosi, sia per i commerci che vi si facevano, durante le festività, che facevano di Lucus un importante centro commerciale.
()
Il ricco sanutario fu saccheggiato da Annibale nel 211 a.C..
Divenne colonia romana al tempo di Gaio Giulio Cesare.
In età imperiale divenne una comunità indipendente con lo status di colonia in cui si insediarono veterani di Ottaviano (Colonia Iulia Felix Lucus Feroniae) e rimase un centro, essenzialmente agricolo, fino al IV secolo, quando il sito fu abbandonato.

## Descrizione
La disposizione est-ovest del luogo fa ipotizzare una correlazione con la limitrofa area sacra di Feronia.
Il parco archeologico comprende il Foro rettangolare sul quale si affaccia una terrazza sacra, con l'Aedes Genii Coloniae di età augustea (12 a.C.), un Augusteum tardo-tiberiano, una culina connessa agli Augustales e il Tempio di Salus Frugifera, tutti aperti su un cortile colonnato dorico sotto cui erano collocate statue di benemerenti della città. Un altro portico colonnato borda il Foro solo sul lato occidentale, sul quale si aprono tabernae, alcune delle quali pavimentate con mosaici, mentre all'ingresso di altre una sorta d'ideogramma faceva capire l'attività del commerciante svolta all'interno (una sorta d'insegna pubblicitaria moderna). Al centro del Foro pare che ci fosse una statua di imperatore. Dietro le tabernae sono stati rinvenute alcune delle insulae residenziali.
Nel sito archeologico si trovano anche un anfiteatro con una capienza di circa 5.500 persone (di età traianea), due termae con annessi frigidarium, tepidarium, calidarium, un'area sacra e, fuori il centro urbano, la Villa dei Volusii Saturnini.

## La villa deiVolusii Saturnini
La Villa dei Volusii si trova a 400 metri circa dalla restante zona archeologica di Lucus Feroniae a ridosso dell'area di servizio "Feronia Ovest" dell'autostrada A1, in prossimità del casello di Fiano Romano, di sicuro la più grande villa nei dintorni di questo piccolo centro romano sull'antica via Tiberina. Questa era un complesso residenziale, dotato di due grandi peristili (quello settentrionale è stato in passato confuso con un ergastulum, mentre quello meridionale era legato alla produzione agricola) e una cisterna a quattro navate. Ha restituito interessanti ritratti (Caligola, Agrippina minore, Nerone, Vibia Sabina) ed erme marmoree di Menandro, Euripide ed Eracle tipo Lansdowne. Nel quartiere propriamente residenziale della villa sono conservati splendidi mosaici di tarda età repubblicana.

## L'Antiquarium
Nel museo annesso si possono ammirare delle statue provenienti dallo scavo del Foro e dell'area suburbana.
Numerosi monili, anfore, busti e travertini con incisioni latine, testimonianze della antica civiltà.
Dal 2007 l'antiquarium ospita anche i blocchi del Mausoleo di Fiano Romano con scene gladiatorie. 

## Galleria d'immagini

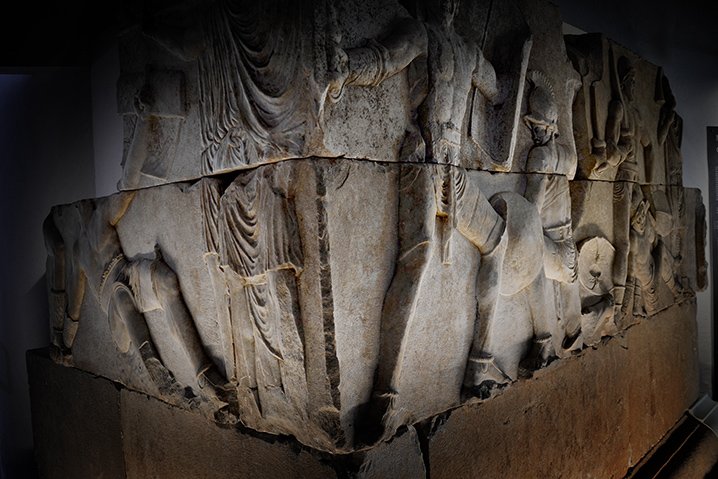
Mausoleo di Fiano Romano con rilievi gladiatori
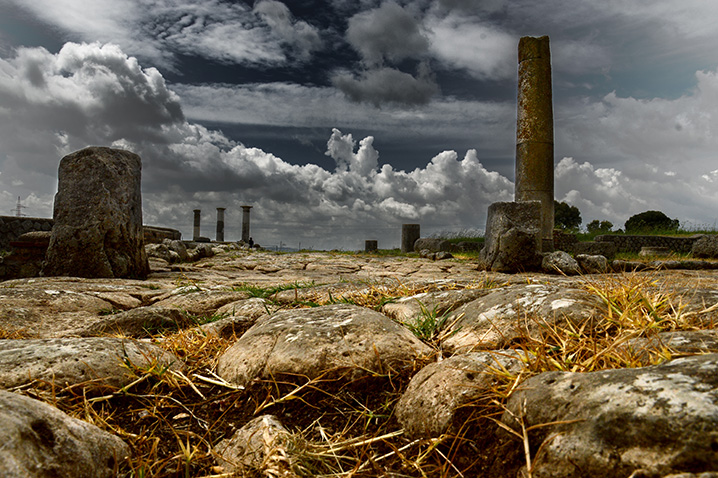
Basolato dell' antica via
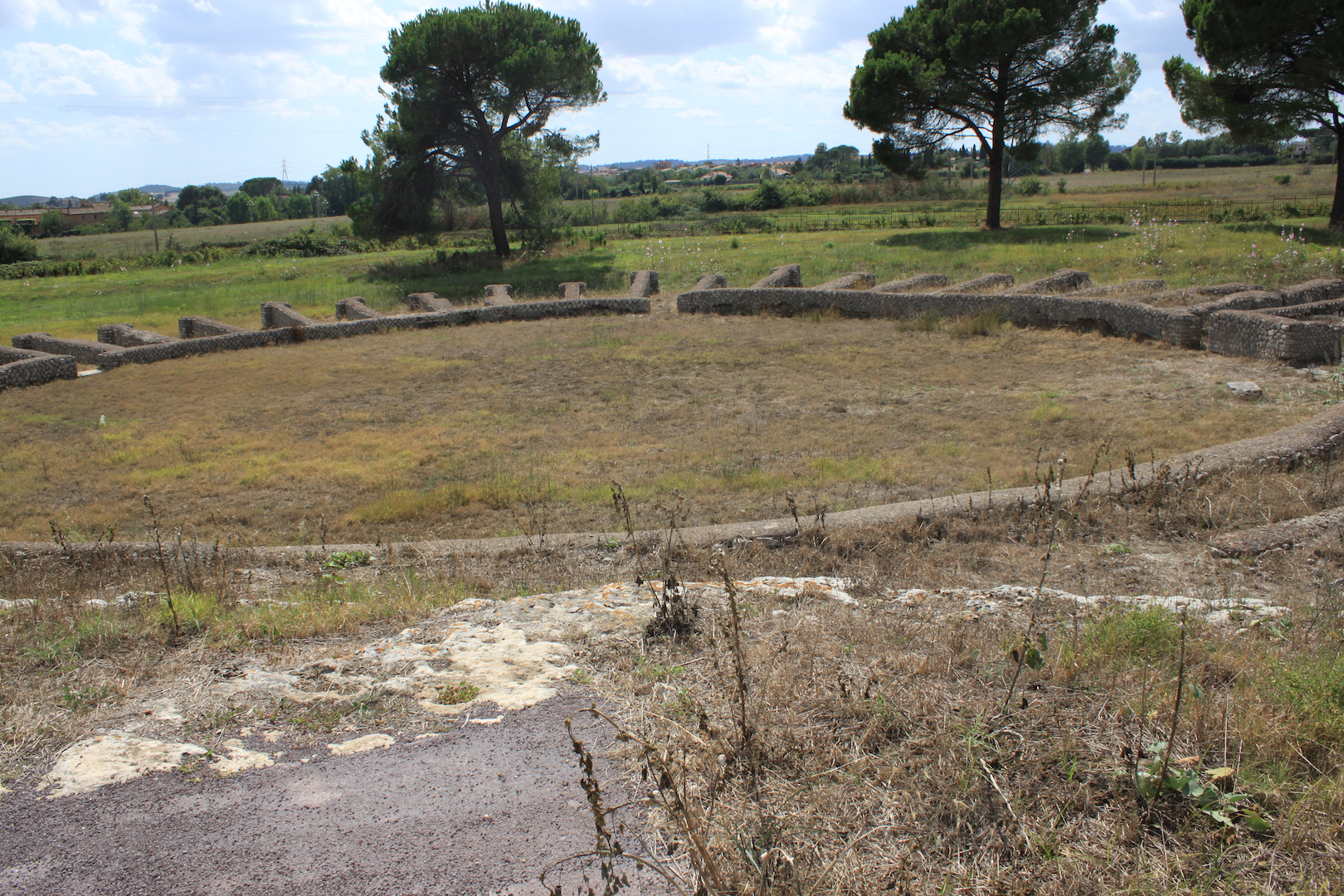
Anfiteatro di Lucus Feroniae
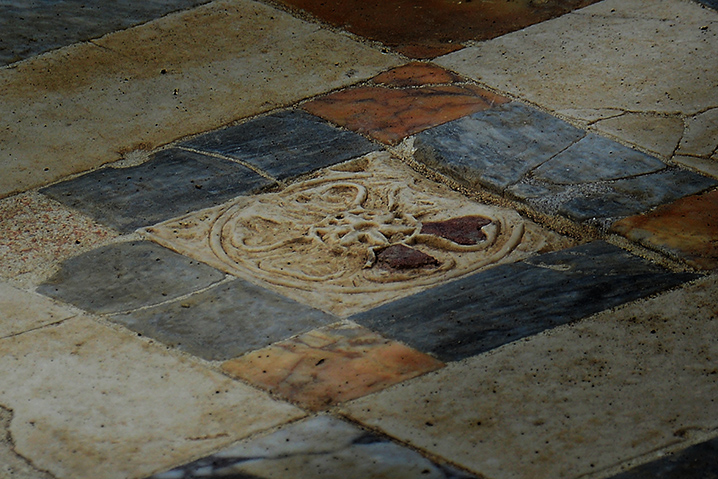
Particolare di pavimento con un fiore al centro a sei petali